# Giovan Tomaso di Maio
Giovan Tomaso di Maio   (1490 - 1563) fou un compositor italià del Renaixement.
Des de 1548 fou organista de l'església de la SS. Annunziata de Nàpols i ocupà un lloc important en el capítol històric de la villanella i d'altres formes vocals de l'època.
Entre les seves publicacions es compten Canzon villanesca, libro 1.ª a 3 v. (Venècia, 1546) i algunes obres en diverses antologies, com per exemple nou peces a Fioretti di frottole...libro 2.º (Nàpols, 1519).